# Ligne de Mignaloux - Nouaillé à Bersac
La ligne de Mignaloux - Nouaillé à Bersac est une ligne ferroviaire française à voie normale qui relie Mignaloux - Nouaillé (Vienne) sur la ligne de Saint-Benoît au Blanc à Bersac-sur-Rivalier (Haute-Vienne), sur la ligne des Aubrais - Orléans à Montauban-Ville-Bourbon.
Elle est empruntée entre Mignaloux - Nouaillé et Le Dorat par les TER qui relient Poitiers à Limoges. Partiellement déclassée, elle connaît également une activité fret.
Elle constitue la ligne 604 000 du réseau ferré national.

## Histoire
À la suite de la déconfiture financière de la Compagnie du chemin de fer Grand-Central de France, son démantèlement est organisé en 1857 au profit de la Compagnie du chemin de fer de Paris à Orléans et de la constitution de la Compagnie des chemins de fer de Paris à Lyon et à la Méditerranée. Dans ce cadre, la Compagnie du chemin de fer de Paris à Orléans reçoit, à titre complémentaire, notamment la concession à titre éventuel d'une ligne « de Poitiers à Limoges, ledit chemin se reliant à la ligne de Châteauroux à Limoges à ou près le point de raccordement de cette dernière ligne avec le chemin de Montluçon à Limoges » par la convention signée le 11 avril 1857 avec le ministre des Travaux publics. Cette convention est approuvée par décret le 19 juin 1857. La concession est devenue définitive lors de la déclaration d'utilité publique du 22 juin 1861. Elle a été ouverte à l'exploitation le 23 décembre 1867.
À l'origine, les relations de Poitiers à Limoges se faisaient via Bersac. Il a fallu attendre l'ouverture de la ligne du Dorat à Limoges-Bénédictins en 1880 pour mettre fin à ce détour.
Le trafic voyageurs cesse le 1er juillet 1939 et ne reprend pas après la Seconde Guerre mondiale. Le trafic des marchandises est interrompu le 11 janvier 1970 entre Le Dorat et Châteauponsac, et le 30 avril 1987 sur la portion Châteauponsac - Bessines. Il demeure une activité fret entre Bessines et Bersac.

### Dates de déclassement

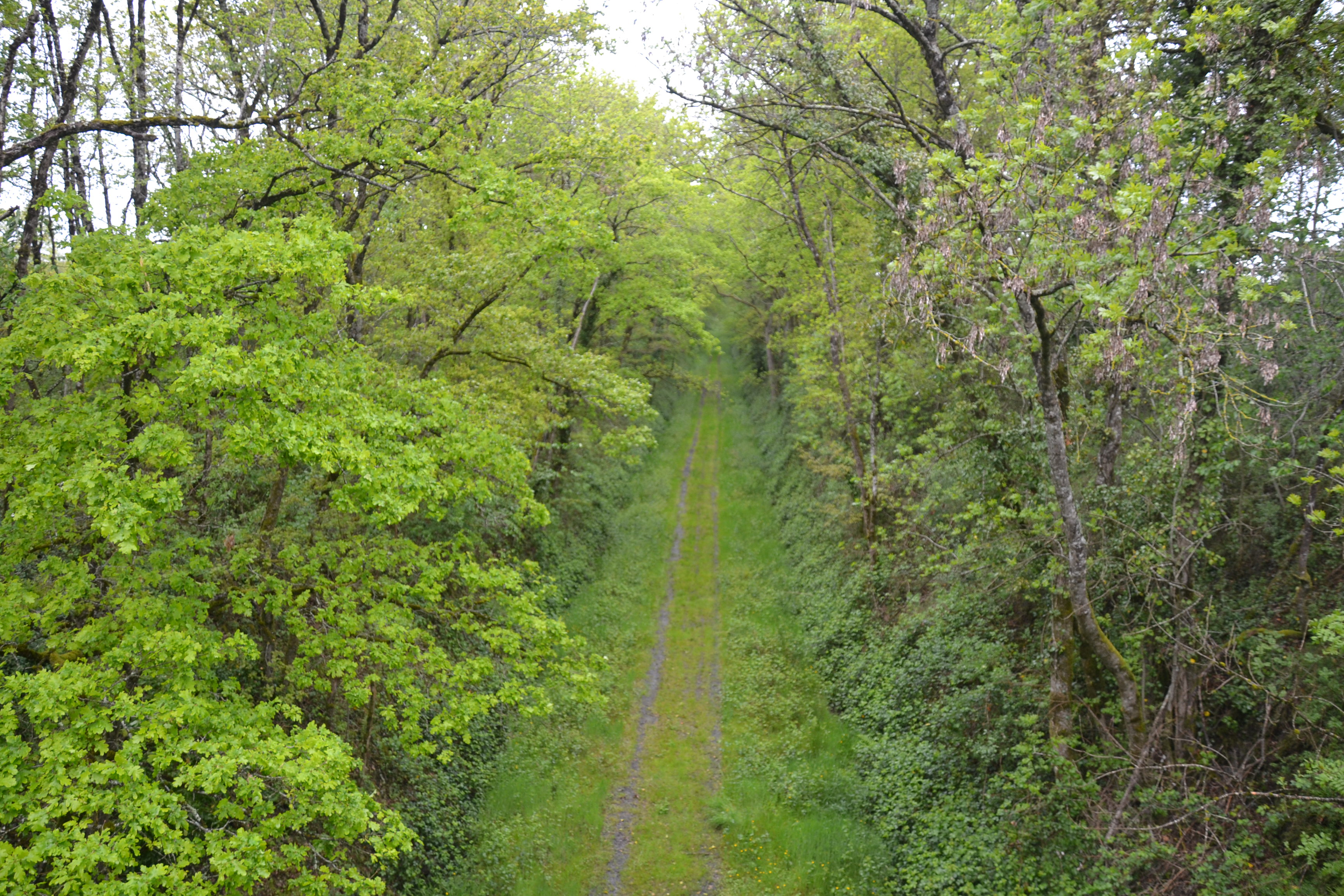
Section désaffectée près de Droux (Haute-Vienne), transformée en chemin.

- Le Dorat à Château-Ponsac (PK 419,840 à 436,210) : 26 juillet 1973[5].
- Châteauponsac à Bessines-sur-Gartempe (PK 436,210 à 445,900) 15 novembre 2006[6] (décision de fermeture).

## Tracé, parcours
La ligne est d'orientation générale du nord-ouest au sud-est. Elle est établie dans des régions peu accidentées. Elle traverse la vallée de la Vienne à Lussac-les-Châteaux et celle de la Gartempe à Montmorillon.

## Infrastructure
C'est une ligne à voie unique au profil moyen, les déclivités atteignent 12,5 ‰. La vitesse des trains de voyageurs est limitée à 100 km/h avec ralentissement à 90 km/h de Lussac-les-Châteaux à Montmorillon.

## Exploitation
La section de Mignaloux - Nouaillé au Dorat est desservie par la relation TER de Poitiers à Limoges. Il existe des dessertes fret sur les parties non déclassées de la ligne.
En janvier 2018, la société canadienne Transpod envisage l'installation d'une piste d'essai de l'Hyperloop de 3 km près de Châteauponsac, sur une portion désaffectée de la ligne. Le projet démarre concrètement en 2020 avec l'étude de sol à Droux, et le lancement du recrutement des spécialistes.